# Cosmia saturatebrunnea
Cosmia saturatebrunnea är en fjärilsart som beskrevs av Embrik Strand 1921. Cosmia saturatebrunnea ingår i släktet Cosmia och familjen nattflyn. Inga underarter finns listade i Catalogue of Life.